# SVVV Alexo
De Sanctus Virgilius Volley Vereniging Alexo was een studentenvolleybal- en basketbalvereniging uit Delft.
Op 1 oktober 1956 richtten enkele leden van de sportondervereniging van KSV Santcus Virgilius V.A.V. "Repelsteeltje" de SVVV Alexo op nadat het volleybal een steeds grotere vorm aan nam binnen de vereniging. De naam van de vereniging komt vanuit het Grieks, alexo betekent "ik weer af" wat met een beetje fanatasie 'ik blokkeer' betekend. In het eerste jaar van Alexo kende de vereniging gelijk 72 leden, dit zijn voldoende leden om gelijk deel te nemen aan de NeVoBo-competitie.

## Geschiedenis
In 1958 werd het basketbal toegevoegd aan de vereniging, waarmee de naam van de vereniging wijzigde naar SVBVV Alexo. Er ontstond echter geen hechte connectie tussen de volleyballers en de basketballers. Het jaar hierop, in 1959, verbrak Alexo officieel de banden met de moedervereniging Repelsteeltje waardoor ze een losse ondervereniging van KSV Sanctus Virgilius zouden worden. In het voorjaar van 1961 werd Alexo officieel erkend als ondervereniging van KSV Sanctus Virgilius (inschrijving bij de Kamer van Koophandel zou pas in 1981 volgen). In dit seizoen kende Alexo drie teams en werden ze eerste bij de Delftse studentenkampioenschappen.
Op 14 november 1961 werd er gestart met een traditie die binnen Alexo nog lang stand zou houden, de Alexo-borrel op dinsdagavond. In dit jaar vond er ook een (naamloze) publicatie plaats van een clubblad in samenwerking met S.V.V.V. Taurus.
In 1963 werd Alexo I kampioen van de Overgangsklasse wat logischerwijs tot een feestje leidde op de sociëteit van Virgiel. Dit feest liep echter uit de hand wat de ondervereniging jaren lang als het 'zwarte schaap' binnen de vereniging te boeken zet. Ook heeft dit feest grote langdurige financiële gevolgen voor de vereniging.
In 1967 was het aantal basketballers zodanig afgenomen dat er geen teams meer ingeschreven werden in de basketbalcompetitie. De basketbalafdeling fuseerde met Valiant, de basketbalvereniging van Wolbodo.
In 1971 fuseerde verschillende studentenvolleybalverenigingen (Achilles, Ariston en Sigi) in Delft op topniveau tot Sigma (of Total DS). Deze vereniging maakte het mogelijk voor de versplinterde studentenvolleybalvereniging uit Delft om mee te doen op hoog niveau. Alexo kon echter niet mee met deze fusie aangezien het hoogste team dit seizoen Eerste Klasse speelde.
In 1973 wilde het eerste vrouwelijke lid komen volleyballen bij Alexo. Er was echter nog geen damesteam bij de vereniging. Het bestuur verzocht de NeVoBo of ze deel mocht nemen bij een herenteam, maar dit werd niet toegestaan. In ditzelfde jaar traden er weer basketballeden toe bij Alexo, deze werden echter ondergebracht bij Ariston. In 1976 zou de basketbaltak van Alexo officieel worden opgeheven.
In 1974 werd het eerste damesteam van Alexo ingeschreven. Het seizoen hierop volgen er enkele dames vanuit Sigi die lid worden bij Alexo (en die per uitzondering geen ontgroening hoeven te lopen voor Virgiel zelf), met deze nieuwe dames erbij volgde gelijk een kampioenschap. Ook dit jaar werd het eerste verenigingsweekend georganiseerd. Dit zou nog een lange traditie blijven.
In 1976 werd het lustrum van de vereniging voor het eerst echt gevierd. Dit werd onder andere gedaan met de organisatie van een internationaal toernooi. Dit internationale toernooi zou ook nog een lange traditie gaan kennen bij Alexo.
In 1977 scheidde het eerste damesteam zich af in de losse vereniging Delos (dit was echter ook een ondervereniging van Virgiel). Ook het eerste herenteam vertrok massaal naar Sigma.
Wederom werd er een verenigingblaadje gepubliceerd in 1983. Dit maal onder de naam Blablalexo (wat later de Infolexo werd) zou het nog lang stand houden. In 1984 speelde Alexo op het laagste niveau dat ze ooit speelde, Heren 1 degradeerde naar de Derde Klasse.
In 1986 zou er een grootste lustrumviering plaats gaan vinden, dit werd echter kort van tevoren geannuleerd wegens het overlijden van een zeer betrokken lid. Vanaf 1987 zou Alexo te vinden zijn in de gracht tijdens de OWee voor het grachtenvolleybal. Later dit jaar volgde de eerste wintersportreis van de vereniging. Seizoen '89 - '90 leverde een unicum op voor Alexo, wegens de degradatie van Punch Heren 1 speelde Alexo het hoogste van alle studentenvolleybalverenigingen uit Delft.

## Het einde van Alexo
Het veertig jarig bestaan van de vereniging werd gevierd in 1996, onder andere met de publicatie van het lustrumboek: 'Alexo 40 jaar' (waar alle informatie op deze pagina vandaan komt).
Wanneer Alexo is gestopt met bestaan, is onduidelijk. Het lijkt er op dat Alexo haar tiende lustrum in 2006 niet heeft gehaald. De oud-leden van de vereniging kunnen terecht bij de oudledenvereniging van Virgiel.